# System osłon (gry komputerowe)
System osłon (ang. cover system) − system stosowany w grach third-person perspective (głównie w grach z podgatunku third-person shooter oraz przygodowych grach akcji, rzadziej w cRPG) polegający na wykorzystywaniu otoczenia do krycia się przez sterowaną przez gracza postać przed amunicją i materiałami wybuchowymi. W większości gier, w których zaimplementowano ten system, postać „przykleja się” do osłony, skąd może prowadzić ostrzał „na oślep”, tzn. tylko lekko się wychylając, lub celując w przeciwników, czym naraża się na trafienie przez ostrzał wrogów. Pierwszą grą, w której zastosowano system osłon z możliwością wychylania się i strzelania, jest Winback. Obecnie najbardziej znane serie gier wykorzystujące ten system to Gears of War, Mass Effect oraz Uncharted. System został wprowadzony także w m.in. Grand Theft Auto IV, Max Payne 3, Quantum of Solace, Red Dead Redemption, The Last of Us czy Vanquish.